# Velázquez (Uruguay)
Velázquez est une ville de l'Uruguay située dans le département de Rocha. Sa population est de 1 084 habitants.

## Histoire
La ville a été fondée le 20 mai 1911 par Luciano Velázquez.

## Population
| Année | Population |
| ----- | ---------- |
| 1963  | 1 017      |
| 1975  | 1 054      |
| 1985  | 1 031      |
| 1996  | 1 018      |
| 2004  | 1 084      |

,